# Museo Russell-Cotes
Il Museo Russell-Cotes (Museo e Galleria d'Arte Russell-Cotes) è un museo inglese d'epoca Vittoriana con sede a Bornemouth, in Inghilterra. Anticamente, il museo, era una casa costruita nell'epoca Vittoriana.

## Storia
Il Museo Russell-Cotes è una residenza d'epoca vittoriana a Bournemouth, costruita da Sir Merton Russell-Cotes e Lady Annie Russell-Cotes alla fine del XIX secolo come residenza privata e museo permanente d'arte. Merton, originario di Wolverhampton, e Annie, nata a Glasgow, si sono conosciuti grazie ai loro interessi comuni per l'arte e la cultura, incontrandosi attraverso le cerchie letterarie e artistiche a cui il padre di Annie li ha introdotti. Nel 1860 si sono sposati e hanno avuto cinque figli, ma due di loro sono morti in giovane età. Merton, inizialmente un commerciante itinerante, ha acquistato il lease dell'Hotel Hanover di Glasgow nel 1868 e successivamente il Bath Hotel di Bournemouth, che ha ristrutturato e riaperto come Royal Bath Hotel nel 1880. Nel 1897, la coppia ha commissionato la costruzione di East Cliff Hall  (come conosciamo noi Russell-Cotes) come residenza e museo, combinando stili architettonici tra cui il rinascimento, l'italiano e lo stile baronale scozzese. La casa, che riflette anche decorazioni moresche, giapponesi e francesi, ospita la vasta collezione di opere d'arte e artefatti di Annie e Merton, raccolti durante i loro viaggi in tutto il mondo, che sono esposti nelle stanze pubbliche e private. La casa è stata aperta come museo d'arte alla morte di Merton nel 1921 e oggi è una delle principali attrazioni turistiche di Bournemouth.